# Ђорди Аресе
Ђорди Аресе (шп. Jordi Arrese; рођен 29. августа 1964) је бивши шпански тенисер.
Освојио је сребрну олимпијску медаљу и био финалиста Олимпијских игара 1992. године у Барселони, поражен је од Марка Росеа из Швајцарске. Освојио је укупно шест АТП титула у појединачној конкуренцији. Најбољи пласман на АТП листи је остварио 1991. године када је био 23 тенисер света.

### Финала на Олимпијским играма

#### Појединачно: 1 (1 сребро)
| Исход  | Година | Турнир                            | Подлога | Противник | Резултат                     |
| ------ | ------ | --------------------------------- | ------- | --------- | ---------------------------- |
| Сребро | 1992.  | Летње олимпијске игре (Барселона) | Шљака   | Марк Росе | 6:7(2:7), 4:6, 6:3, 6:4, 6:8 |